# Antipsicòtic atípic
Els antipsicòtics atípics, també coneguts com a antipsicòtics de segona generació i antagonistes de la serotonina-dopamina, són un grup de fàrmacs antipsicòtics. Alguns antipsicòtics atípics han rebut l'aprovació per a l'esquizofrènia, el trastorn bipolar, la irritabilitat en l'autisme i com a complement en el trastorn depressiu major.
Les dues generacions d'antipsicòtics tendeixen a bloquejar els receptors de les vies de la dopamina del cervell. Els atípics tenen menys probabilitats que l'haloperidol, l'antipsicòtic típic més utilitzat, de causar discapacitats de control motor extrapiramidal en pacients, com ara moviments inestables del tipus de malaltia de Parkinson, rigidesa corporal i tremolors involuntaris. Tanmateix, només s'ha demostrat que alguns dels atípics són superiors als antipsicòtics de primera generació de baixa potència i menys utilitzats en aquest sentit.
A mesura que l'experiència amb aquests agents ha crescut, diversos estudis han qüestionat la utilitat de caracteritzar àmpliament els fàrmacs antipsicòtics com a "atípics/segona generació" en lloc de "primera generació", assenyalant que cada agent té el seu propi perfil d'eficàcia i efectes secundaris. S'ha argumentat que és més adequada una visió més matisada en què les necessitats dels pacients individuals s'ajustin a les propietats dels fàrmacs individuals. Tot i que es creu que els antipsicòtics atípics són més segurs que els antipsicòtics típics, encara tenen efectes secundaris greus, com ara discinèsia tardana (un trastorn greu del moviment), síndrome neurolèptica maligna i augment del risc d'ictus, mort cardíaca sobtada, coàguls sanguinis i diabetis. Es pot produir un augment de pes important. Els crítics han argumentat que "ha arribat el moment d'abandonar els termes antipsicòtics de primera generació i de segona generació, ja que no mereixen aquesta distinció".

## Exemples
A Espanya estan comercialitzats:
- Aripiprazole (EFG, Abik, Abilify, Abipol, Apaloz, Arizol, Tractiva, Zycalor)
- Brexpiprazole (Rxulti)
- Cariprazina (Reagila)
- Clozapina (EFG, Leponex i Nemea)
- Lurasidona (EFG, Latuda)
- Olanzapina (EFG, Arenbil, Olazax, Zolafren, Zyprexa)
- Paliperidona (EFG, Inpalix, Invega, Parnido, Baceq, Byannli, Niapelf, Palmelix, Trevicta, Xeplion)
- Quetiapina (EFG, Psicotric, Qudix, Seroquel, Atrolak, Quentiax, Rocoz)
- Risperidona (EFG, Arketin, Okedi, Risperdal)
- Ziprasidona (EFG, Zeldox)